# Corymyia melas
Corymyia melas là một loài ruồi trong họ Asilidae. Corymyia melas được Londt miêu tả năm 1994. Loài này phân bố ở vùng nhiệt đới châu Phi.